# 79347 Medlov
79347 Medlov è un asteroide della fascia principale. Scoperto nel 1996, presenta un'orbita caratterizzata da un semiasse maggiore pari a 3,2012166 au e da un'eccentricità di 0,1369412, inclinata di 20,93419° rispetto all'eclittica.